# Phymatosorus scolopendria
Espèce
Phymatosorus scolopendria est une fougère de la famille des Polypodiaceae. Nommée metuapua’a en tahitien, elle est très utilisée dans la pharmacopée traditionnelle polynésienne ou comme ornement des costumes de danse. Ses rhizomes mal utilisés sont toxiques.

## Synonymes
- Microsorum scolopendria (Burm.f.) Copel.
- Phymatodes scolopendria (Burm.f.) Ching
- Polypodium scolopendria Burm.f.